# Nikodem Jabłonowski
Nikodem Jabłonowski herbu Grzymała – cześnik nurski, pisarz ziemski nurski w 1658 roku.
Syn Stanisława. Żonaty z Eleonorą z Irzykowiczów, miał syna Adama. 
Jako poseł na sejm konwokacyjny 1648 roku z ziemi nurskiej był członkiem konfederacji generalnej zawiązanej 31 lipca 1648 roku. Poseł sejmiku nurskiego na sejm ekstraordynaryjny 1647 roku. Poseł na sejm 1658 i 1659 roku. Poseł sejmiku nurskiego na sejm 1661 roku, 1662 roku, 1667 roku. Poseł sejmiku nurskiego ziemi nurskiej na sejm wiosenny 1666 roku. Poseł na sejm konwokacyjny 1668 roku z ziemi nurskiej. Był członkiem konfederacji generalnej zawiązanej 5 listopada 1668 roku na tym sejmie. Poseł na sejm nadzwyczajny 1670 roku z ziemi nurskiej. Jako poseł na sejm konwokacyjny 1674 roku z ziemi nurskiej był członkiem konfederacji generalnej zawiązanej 15 stycznia 1674 roku na tym sejmie.
Podpisał z ziemią nurską elekcje Władysława IV Wazy, Jana II Kazimierza Wazy, Michała Korybuta Wiśniowieckiego i Jana III Sobieskiego. Poseł na sejm koronacyjny 1676 roku. Jako poseł na sejm elekcyjny 1648 roku z ziemi nurskiej podpisał pacta conventa Jana II Kazimierza Wazy. Poseł na sejm 1677 roku. Poseł na sejm grodzieński 1678–1679 roku.